# دجاج ستارا زاكورة الحمراء
دجاج ستارا زاكورة الحمراء (بالإنجليزية Stara Zagora Red) وب(البلغارية: Старозагорска червена кокошка، Starozagorska chervena kokoshka) هي سلالة دجاج بلغارية النشأة والتهجين، من سلالات الدجاج المحلي في مقاطعة ستارا زاغورا بالضبط في الجزء الأوسط الجنوبي من البلاد وعليها سميت هذه السلالة.
في منتصف القرن العشرين تم تهجين بتقاطع بين دجاج ستارا زاغورا المحلي مع دجاج رود آيلاند الأحمر نتج عن هذا التهجين دجاج ستارا زاكورة الحمراء.

## خصائص
تزن ديوك دجاج ستارا زاكورة حوالي 3 - 3.5 كجم والدجاجة حوالي 2.3 - 2.5 كجم. تأخذ مرحلة النمو حوالي 165 يومًا، وتبدأ في وضع البيض في عمر حوالي 165 يوما، وتضع سنويا ما بين 215 إلى 220 بيضة بنية اللون، بوزن 55-60 جم.

## روابط ويكيبيدية
- دجاج شومان الأسود، دجاج سلطان، لحوم بيضاء، دجاج ذات الرقبة العارية، دجاج بينيديسكا، قائمة سلالات الدجاج، قائمة سلالات الدجاج البياض